# Colin Hendry
Edward Colin Hendry (ur. 7 grudnia 1965 w Keith, Szkocja) – piłkarz szkocki grający na pozycji obrońcy oraz trener Clyde F.C.

## Kariera sportowa
Hendry pierwsze mecze rozgrywał w lokalnych klubach Keith F.C. oraz Islavale F.C., gdzie grał na pozycji napastnika. Seniorską karierę rozpoczął w Dundee F.C. w 1983, a w 1987 przeszedł do Blackburn Rovers, gdzie grał na pozycji obrońcy. Po rozegraniu ponad 100 spotkań dla tej drużyny, przeniósł się do Manchesteru City, gdzie został okrzyknięty Piłkarzem Roku w sezonie 1989/1990. Następnie występował m.in. w Rangers.
W reprezentacji Szkocji rozegrał 51 meczów wpisując się trzykrotnie na listę strzelców.
Po raz pierwszy podjął się pracy trenera w 2004, obejmując klub, gdzie grał jako piłkarz – Blackpool. W 2006 został asystentem trenera w klubie Boston United, a od 2007 kieruje zespołem Clyde.

## Życie prywatne
Żona piłkarza – Denise zmarła 10 lipca 2009 roku. Hendry miał z nią czwórkę dzieci.